# Teologia queer
Teologia queer – nurt współczesnej teologii wyzwolenia. Jest to refleksja teologiczna uprawiana w kontekście teorii queer. Zakres zainteresowań badaczy zajmujących się teologią queer jest szeroki i obejmuje między innymi podejmowanie refleksji nad rolą osób nieheteronormatywnych w Kościele.
Teologia queer jest przede wszystkim próbą spojrzenia na przyjęte schematy w sposób nowy. Jest odrębna od teorii queer w tym przede wszystkim znaczeniu, że nie opiera się na badaniach z zakresu biologii, medycyny czy innych nauk świeckich, ani nie stosuje tej samej metodologii do interpretowania źródeł. Teologia queer pozostaje teologią i nie traci tej tożsamości ze względu na zakres zainteresowań. W ujęciu Gerarda Loughlina teologia sama w sobie jest queerowa ze względu na to, że skupia się na kwestiach odrębnych od świata materialnego.

## Historia
Początki teologii queer są trudne do jednoznacznego wyznaczenia i można się ich upatrywać już u samego źródła chrześcijaństwa w Ewangeliach, listach Świętego Pawła czy u pierwszych Ojców Kościoła i chrześcijańskich pisarzy.